# 23772 Masateru
23772 Masateru este un asteroid din centura principală de asteroizi.

## Descriere
23772 Masateru este un asteroid din centura principală de asteroizi. A fost descoperit pe 24 iunie 1998 la Stația Anderson Mesa în cadrul programului LONEOS. Asteroidul prezintă o orbită caracterizată de o semiaxă mare de 2,33 ua, o excentricitate de 0,08 și o înclinație de 5,5° în raport cu ecliptica.